# Alchemilla contractilis
Alchemilla contractilis är en rosväxtart som först beskrevs av Alexandr Plocek, och fick sitt nu gällande namn av S. Fröhner. Alchemilla contractilis ingår i släktet daggkåpor, och familjen rosväxter. Inga underarter finns listade i Catalogue of Life.